# Repérage (imprimerie)
 (avril 2023).
Si vous disposez d'ouvrages ou d'articles de référence ou si vous connaissez des sites web de qualité traitant du thème abordé ici, merci de compléter l'article en donnant les références utiles à sa vérifiabilité et en les liant à la section « Notes et références ».

Hirondelles typographiques

En imprimerie, l'impression en plusieurs couleurs nécessite, le repérage qui désigne l’ensemble des procédés qui permettent de placer exactement la feuille de papier sous la presse à chaque passage d’une couleur différente, de manière que toutes les couleurs se retrouvent en position, sans décalage.
Le procédé le plus courant consiste dans la marge de la feuille à imprimer, de petits repères, en général aux quatre angles, ou au milieu des quatre côtés.
Chez les imprimeurs, ces repères sont appelés hirondelles. Outre le repérage, les hirondelles servent aussi de « traits de coupe », afin d’indiquer exactement les endroits où la feuille doit être rogné  La feuille imprimée est qui lors de la dimension finale ces repères seront  éliminés.

Sur certaines estampes en couleur , gravures ou lithographies, les repères, 2 petits trous subsistent parfois mais ils sont cachés par l’encadrement (passe-partout).

Deux trous de repérage à mi-hauteur : un sur le bord droit et l'autre bord gauche.
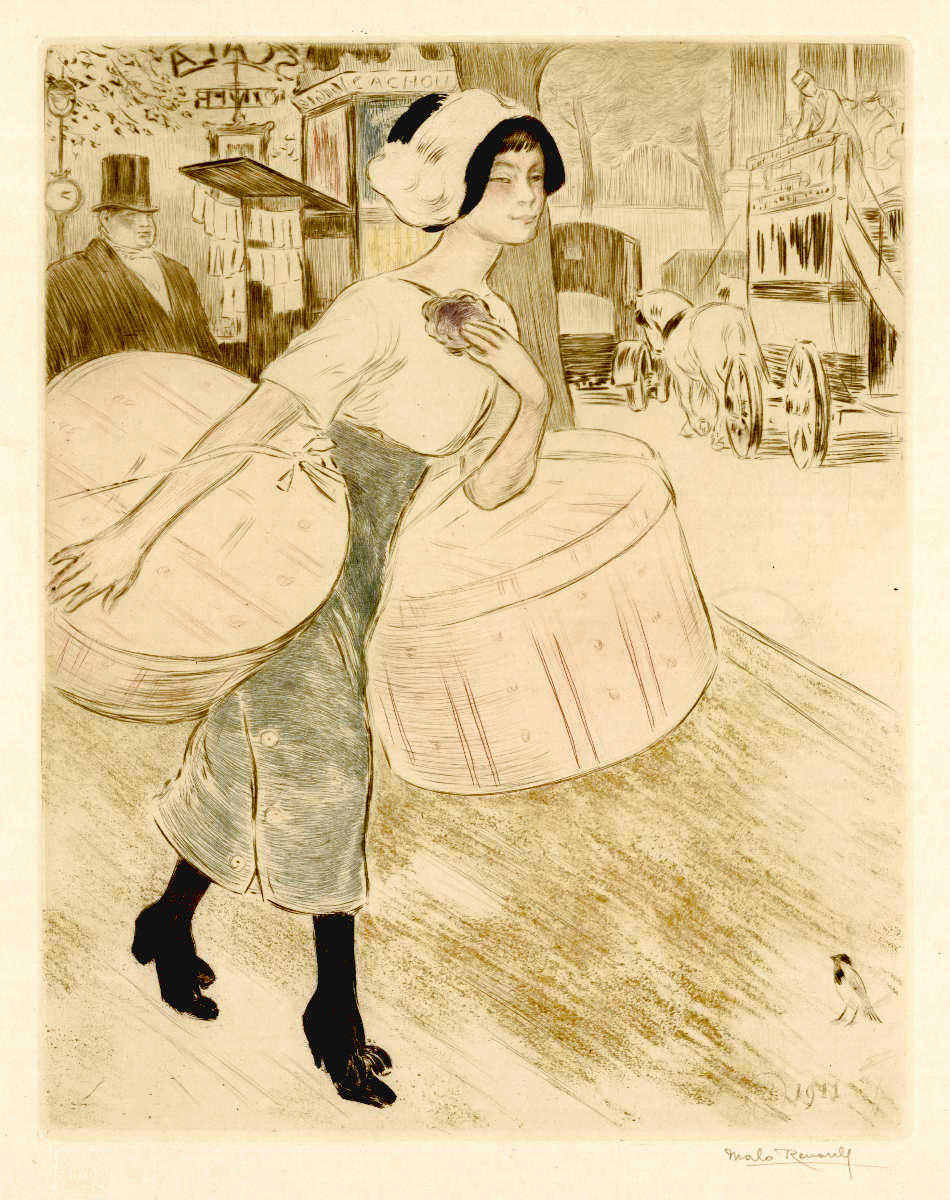
Estampe originale en couleur de Malo-Renault , MAH Musée d'art et d'histoire, Ville de Genève.

Gravure par superposition,  des épreuves de  mise au point des couleurs, par Nori Malo-Renault, collection musée de Bretagne
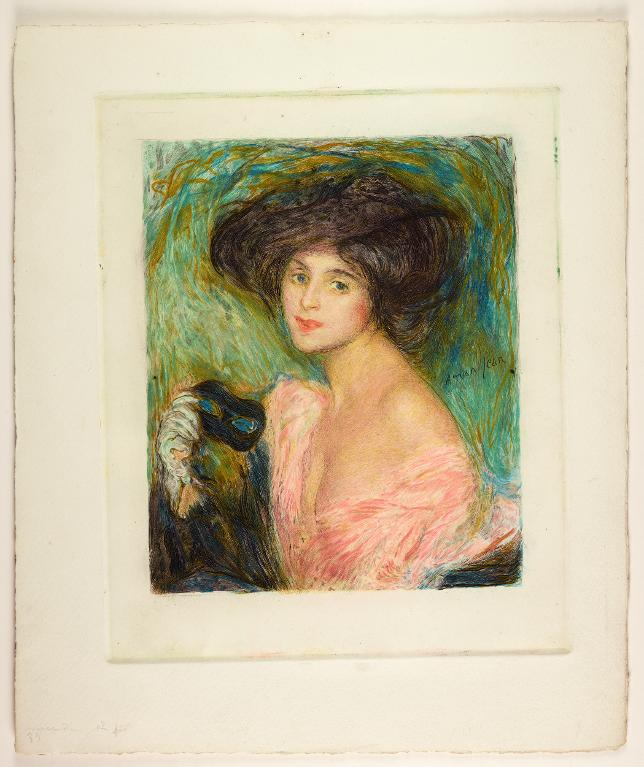
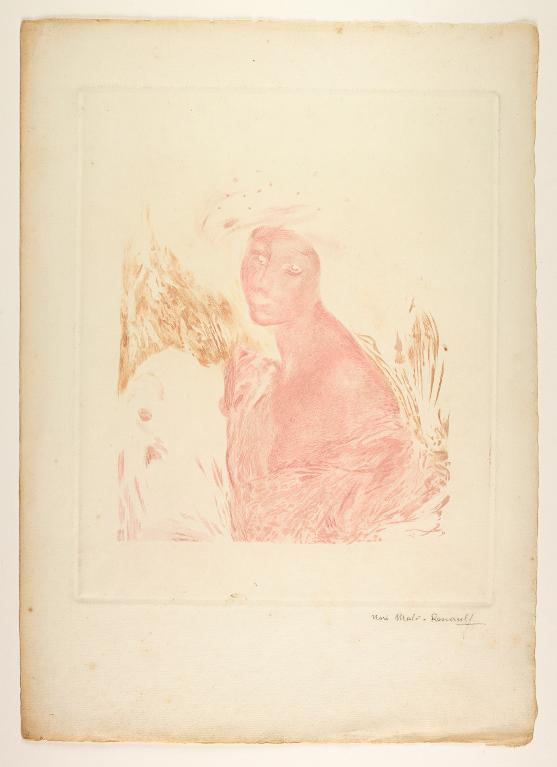
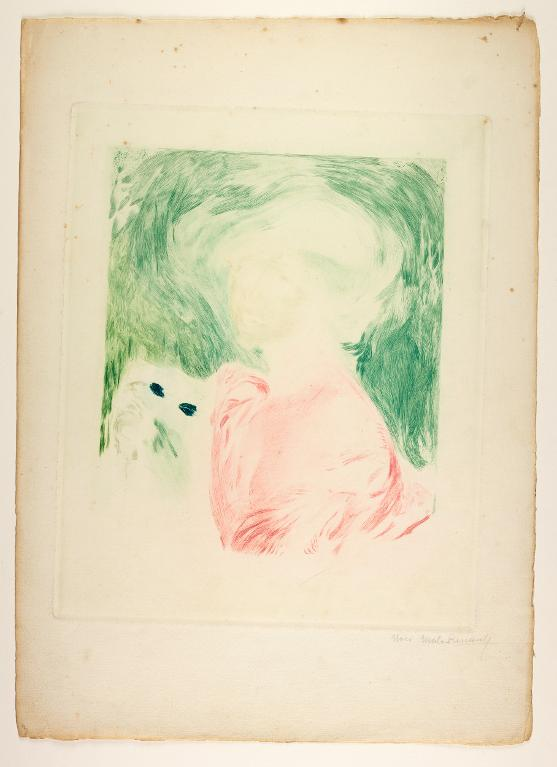
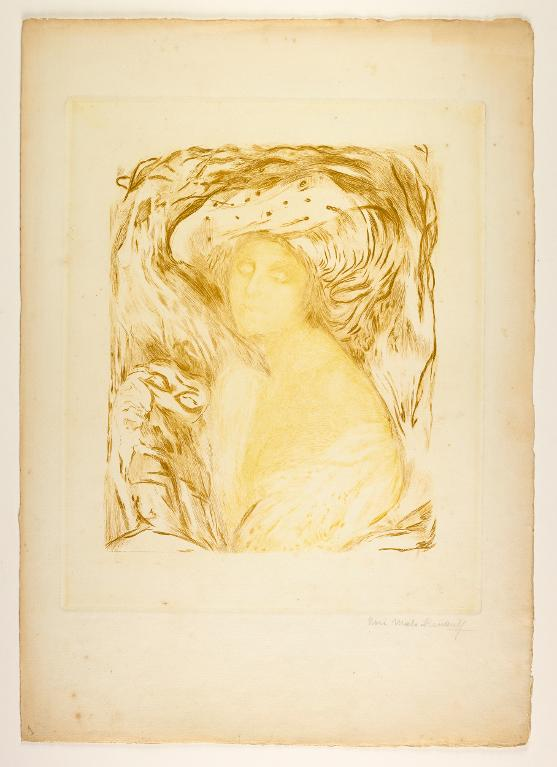
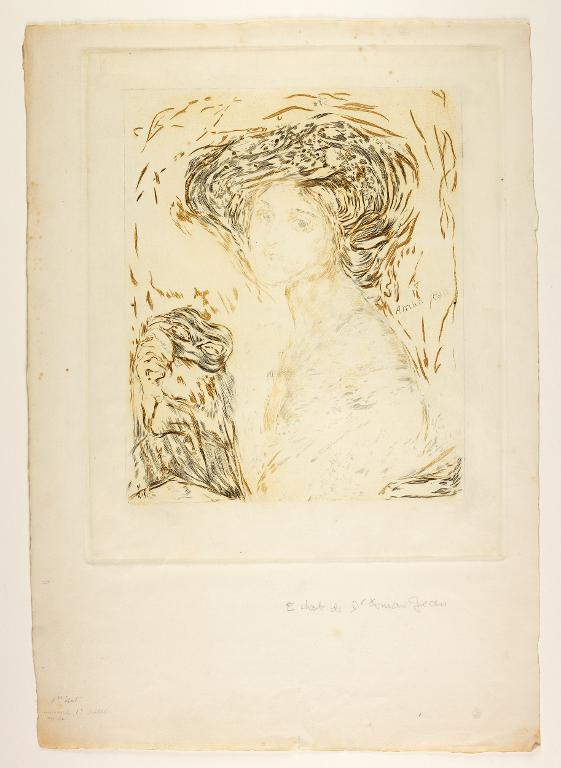
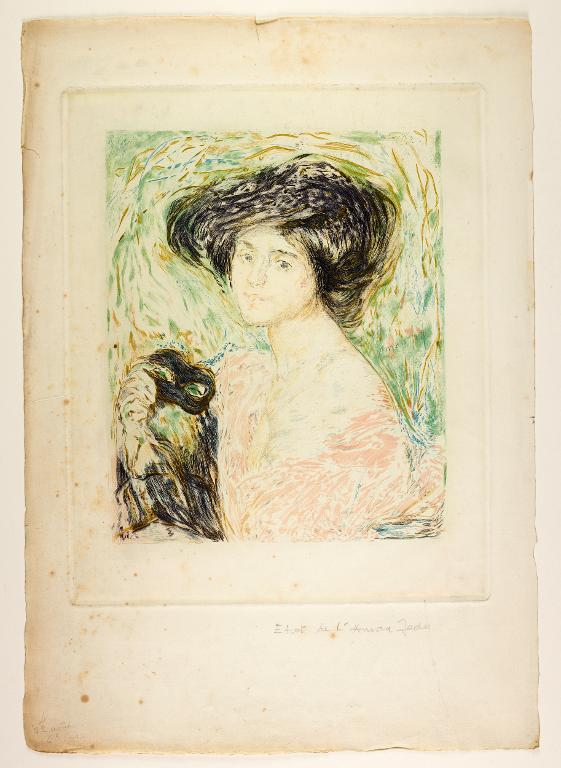
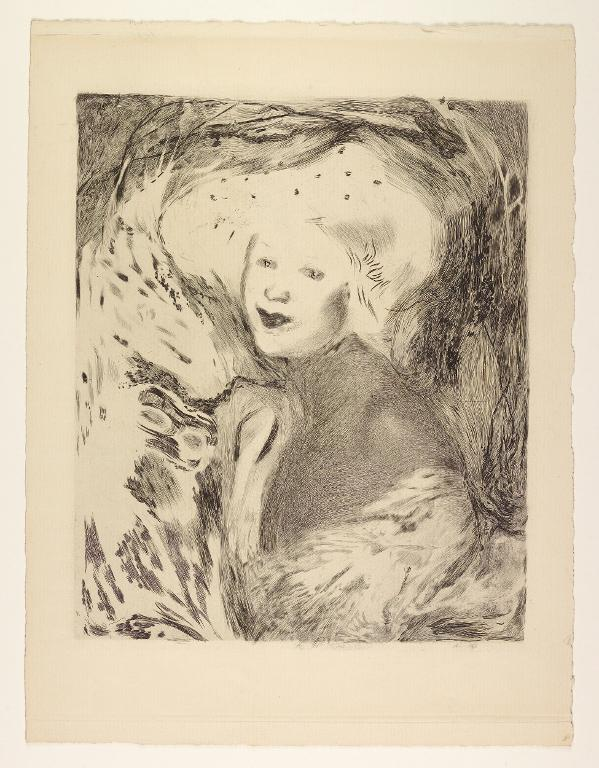
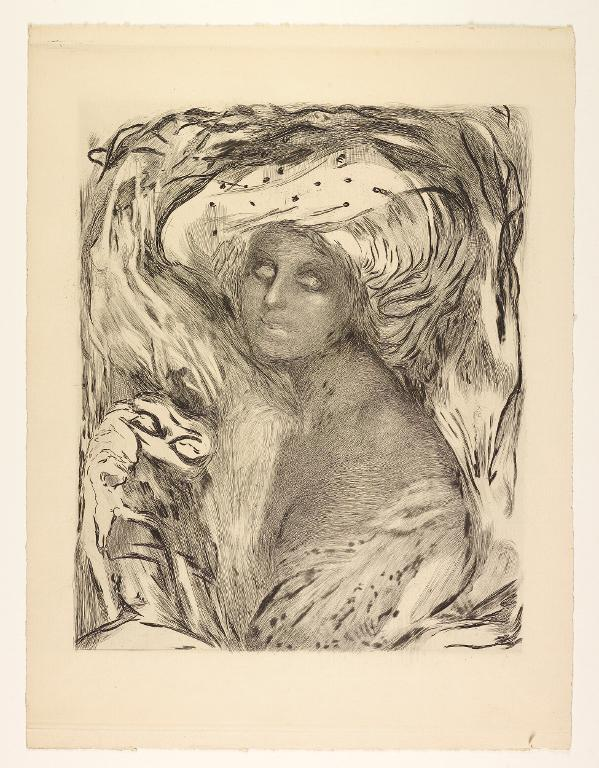
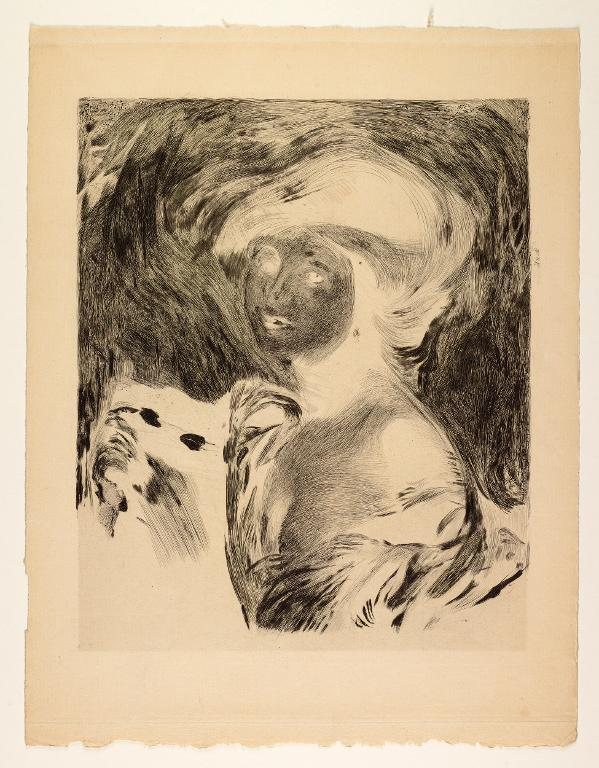
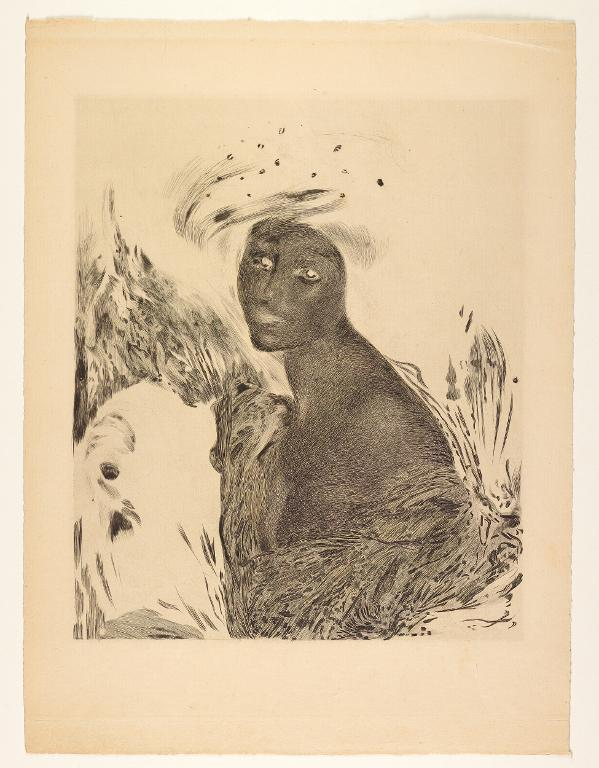